# 阿富汗足球超级联赛
阿富汗超級足球聯賽（Afghan Premier League）是阿富汗國內最高級別的足球聯賽賽事，聯賽成立於2012年，一共有八隊角逐，哈里路风暴奪得首屆賽事冠軍。
在阿富汗超級足球聯賽成立之前喀布尔足球超级联赛被认为是阿富汗的顶级联赛。
聯賽於2020年解散阿富汗冠軍足球聯賽取代。

## 历史
阿富汗全国联赛创建于2006年，这也是这个国家首次举办足球联赛，也是1979年苏联入侵以来首次成规模的足球比赛，足球在塔利班时期甚至被宣布为轻佻和不合伊斯兰教教义的违法活动，2001年阿富汗战争后足球才逐渐在这片土地上重生。2012年，阿富汗超級足球聯賽成立。
当时，在阿富汗第一档次的联赛中共有12支球队参赛，球队互相遭遇一次，由于缺少体育场设备，比赛场地统一设在喀布尔的加濟體育場，采取赛会制进行。

## 赛事规则
本赛事分为两部分，第一部分为常规小组赛，第二部分为冠军附加赛。常规小组赛分为A、B两组，抽签决定小组，每小组前两名获得冠军附加赛资格。冠军附加赛半决赛为两回合，决赛为一回合。

## 球队
- 阿斯麦隼鸟，代表大喀布尔地区。
- 哈里路风暴，代表西部地区。
- 阿姆波浪，代表东北地区。
- 兴都库什雄鹰，代表中部地区。
- 厄尔布尔士神鸟，代表西北地区。
- 阿巴辛波浪，代表东南地区。
- 迈万德冠军，代表西南地区。
- 斯平加尔苍鹰，代表南部地区。

## 赞助商
在鲁沙尼电信赞助阿富汗超级足球联赛后，此联赛改称鲁沙尼阿富汗超级足球联赛。阿富汗超级足球联赛官方合作伙伴为阿富汗国际银行和胡默尔国际。

## 歷届冠军
| 年份   | 冠军         | 最后结果      | 亚军           | 最佳射手                                            | 进球数 |
| ------ | ------------ | ------------- | -------------- | --------------------------------------------------- | ------ |
| 2012年 | 哈里路风暴   | 2–1           | 厄尔布尔士神鸟 | 哈米杜拉·卡里米                                     | 9      |
| 2013年 | 阿斯麦隼鸟   | 3–1（加时赛） | 厄尔布尔士神鸟 | 哈米杜拉·卡里米 哈什马图拉·巴拉克扎伊 法亚兹·阿齐兹 | 7      |
| 2014年 | 阿斯麦隼鸟   | 3–2（加时赛） | 兴都库什雄鹰   | 穆罕默德·勒扎·勒扎耶                                | 6      |
| 2015年 | 斯平加尔苍鹰 | 4–3（加时赛） | 阿斯麦隼鸟     | 穆斯塔法·阿夫沙尔                                   | 5      |
| 2016年 | 阿斯麦隼鸟   | 2–1           | 迈万德冠军     | Amrruddin Sharifi                                   | 6      |
| 2017年 | 阿斯麦隼鸟   | 4–3           | 迈万德冠军     | Amrruddin Sharifi                                   | 5      |
| 2018年 | 哈里路风暴   | 1–0           | 阿斯麦隼鸟     | Yar Mohammad Zakarkhel                              |        |
| 2019年 | 哈里路风暴   | 1–0           | 阿斯麦隼鸟     | Raoof Qaderi                                        |        |
| 2020年 | 阿斯麦隼鸟   | 1–0           | 厄尔布尔士神鸟 | Javid Mirzad Mostafa Rezaei                         | 3      |

## 夺冠次数
| 球队           | 冠军                              | 亚军                  |
| -------------- | --------------------------------- | --------------------- |
| 阿斯麦隼鸟     | 5（2013，2014，2016，2017，2020） | 3（2015，2018，2019） |
| 哈里路风暴     | 3（2012，2018，2019）             | 0                     |
| 斯平加尔苍鹰   | 1（2015）                         | 0                     |
| 厄尔布尔士神鸟 | 0                                 | 3（2012，2013，2020） |
| 兴都库什雄鹰   | 0                                 | 1（2014）             |
| 阿姆波浪       | 0                                 | 0                     |
| 迈万德冠军     | 0                                 | 2（2016，2017）       |
| 阿巴辛波浪     | 0                                 | 0                     |

## 外部連結
- 阿富汗足球协会网站